# Haima M8
Haima M8 — среднеразмерный седан, выпускавшийся китайской компанией Haima с 2013 по 2017 год.

## Описание

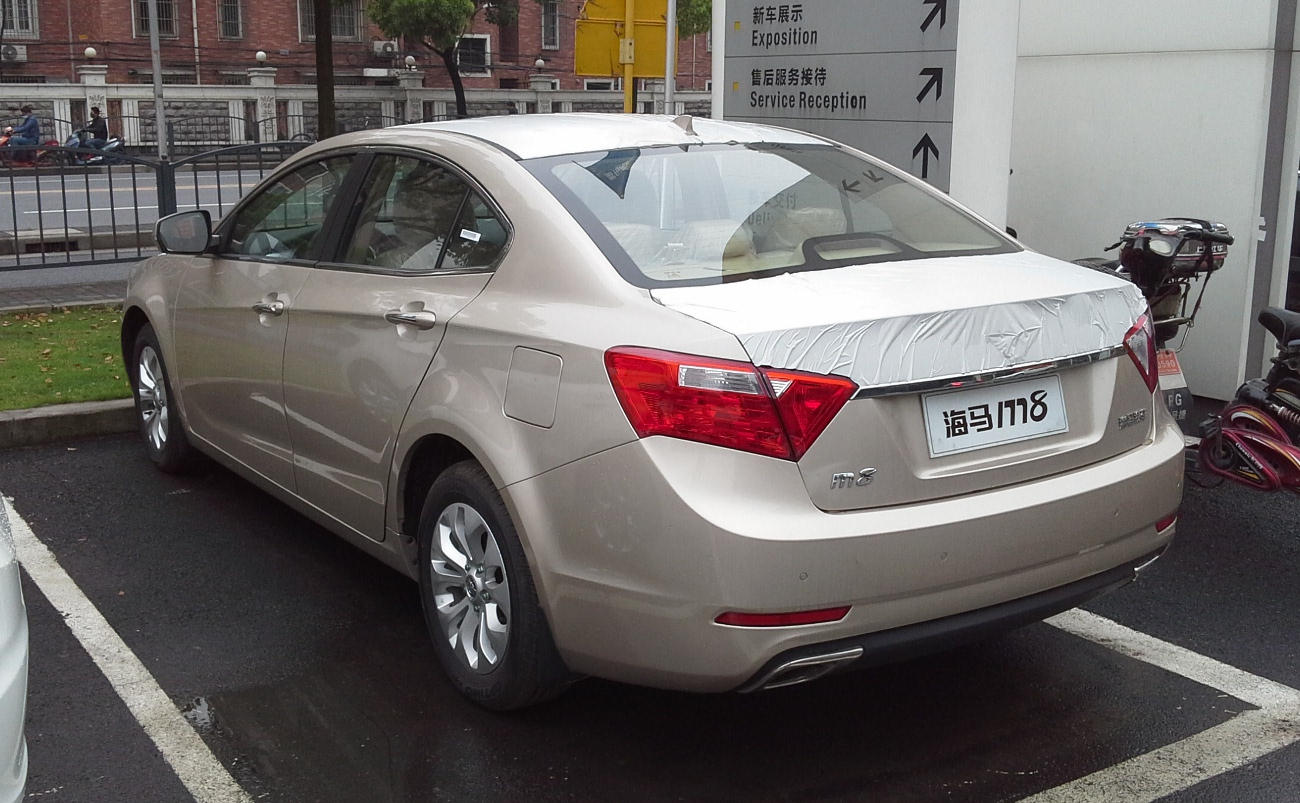
Вид сзади

Haima M8 дебютировал в конце 2013 года, а серийный выпуск начался в октябре 2014 года. Ценовой диапазон автомобиля варьировался от 126800 до 166800 юаней.
Интерьер автомобиля выполнен в стиле Saab. Объём багажника составляет 2 литра. 
В основе лежит платформа от Mazda 6.

## Технические характеристики
Haima M8 оснащён 1,8-литровым турбодвигателем мощностью 175 л. с., который сочетался в паре с шестиступенчатой механической или же автоматической трансмиссией.